# Pawel Alexandrowitsch Wiskowatow

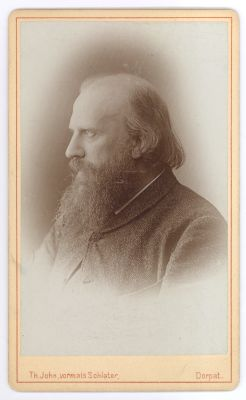
Paul von Wiskowatow

Pawel Alexandrowitsch Wiskowatow (russisch Павел Александрович Висковатов, wiss. Transliteration Pavel Aleksandrovič Viskovatov; in Deutschland auch Paul von Wiskowatow, * 24. Novemberjul. / 6. Dezember 1842greg. in Sankt Petersburg; † 16. Apriljul. / 29. April 1905greg. ebenda) war ein russischer Literaturhistoriker und Librettist.

## Leben
Der Sohn des Militärhistorikers Alexander Wassiljewitsch Wiskowatow studierte in St. Petersburg, Bonn und Leipzig. Ab 1873 wirkte er als Dozent an der Kaiserlichen Universität Dorpat, von 1874 bis 1895 als Professor für russische Literatur.
Gemeinsam mit Apollon Maikow schrieb er das Libretto für Anton Grigorjewitsch Rubinsteins Oper Der Dämon.

## Werke
- Jacob Wimpheling: sein Leben und seine Schriften; ein Beitrag zur Geschichte der deutschen Humanisten. Berlin: Mitscher & Röstell 1867
- Geschichte der russischen Literatur in gedrängter Uebersicht: Ein Leitfaden nebst bibliographischen Notizen. Dorpat: Fellin 1881
- Ueber Typen und Charaktere in der russischen Volks- und Kunstliteratur. In: Russische Revue. Monatsschrift für die Kunde Russlands, hrsg. von Carl Röttger, Band 6, St. Petersburg 1875, S. 1–23 (Digitalisat im Internet Archive)
- Bericht über die Aufdeckung einer schifförmigen Steinsetzung bei Türsel in Estland. Dorpat 1888 (Verhandlungen der Gelehrten Estnischen Gesellschaft. Bd. 13)